# الیسن بالسن
اَلیسن بالسن (انگلیسی: Allison Balson؛ زادهٔ ۱۹ نوامبر ۱۹۶۹) بازیگر، خواننده، ترانه‌سرا و آهنگساز اهل ایالات متحده آمریکا است. وی از سال ۱۹۷۸ میلادی تاکنون مشغول فعالیت بوده‌است.
از فیلم‌ها یا مجموعه‌های تلویزیونی که وی در آن‌ها نقش داشته است، می‌توان به افسانهٔ اسب سپید (۱۹۸۷) و خانه کوچک (۱۹۸۳-۱۹۸۱) اشاره نمود.